# Aechmea squarrosa
Aechmea squarrosa är en gräsväxtart som beskrevs av John Gilbert Baker. Aechmea squarrosa ingår i släktet Aechmea och familjen Bromeliaceae. Inga underarter finns listade i Catalogue of Life.